# 가나와섬

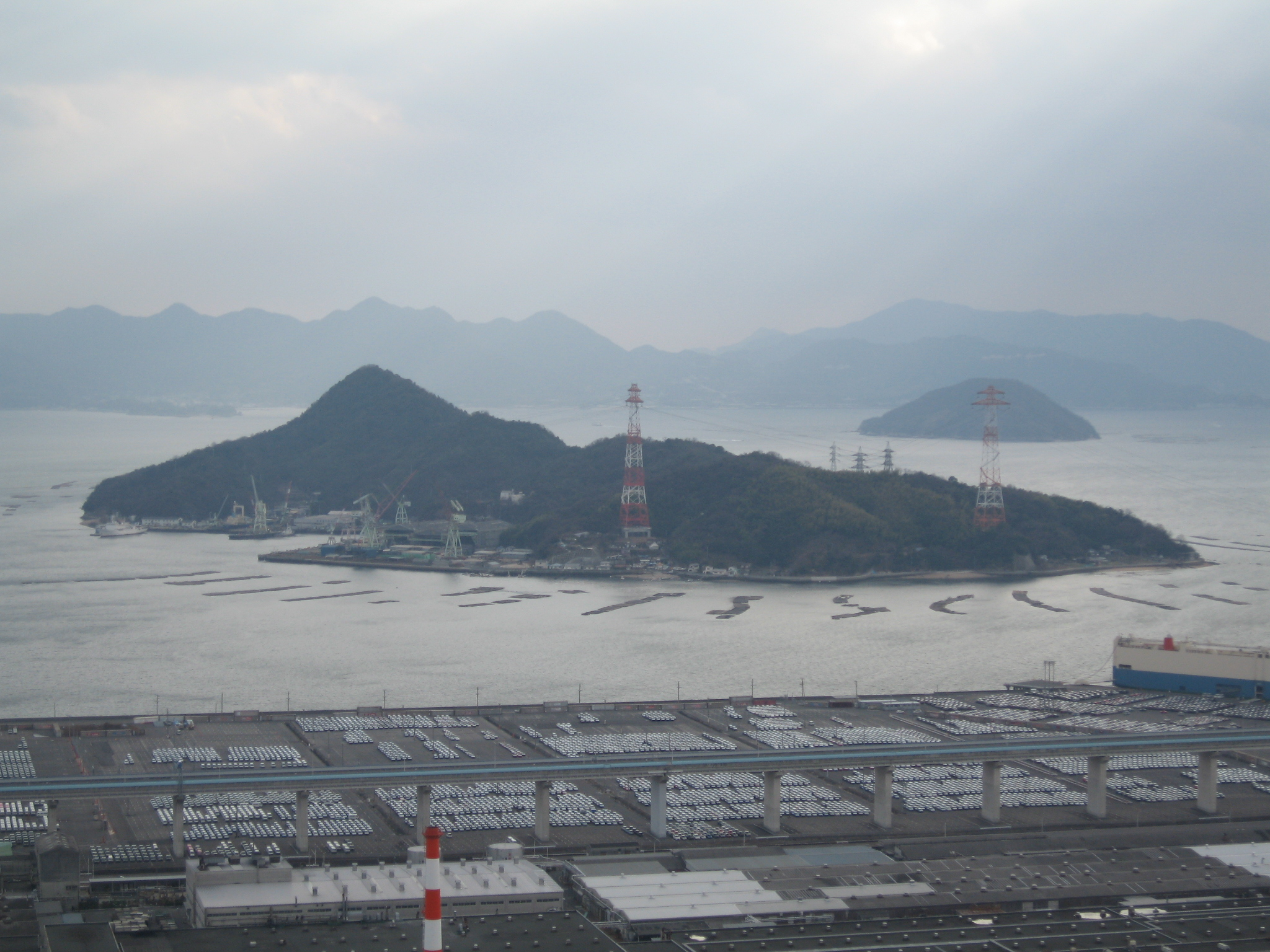

카나와섬(金輪島)은 일본 혼슈 히로시마현에 위치해 있는 섬이다.
히로시마항에서 동쪽으로 약 1km 떨어진 히로시마만에 있는 섬이다. 게이요제도에 속한다. 섬은 화강암질이며, 최고 고도는 카나와후지이다. 이 섬은 세토 내해에 떠 있는 섬이다. 히로시마에 원자폭탄이 떨어질 때 사람들이 이 섬으로 피난을 오기도 했다.